# Ferenc Kiefer
Ferenc Kiefer, född 24 maj 1931 i Apatin, Jugoslavien, död 21 november 2020 i Budapest, var en ungersk språkvetare med inriktning på semantik, formell lingvistik och datalingvistik. Han var professor i allmän språkvetenskap vid Stockholms universitet åren 1969–1971 och deltog då och därefter i arbetet kring forskningsgruppen KVAL och den av KVAL utgivna tidskriften Statistical Methods in Linguistics (SMIL) som han också var redaktör för. Han utgav en bok om svensk morfologi, en nybörjarlärobok i svenska för ungersktalande och den hittills enda ungersk-svenska ordboken.

## Verk i urval
- Svensk, svenska : nybörjarbok. Svéd-magyar szójegyzék = Svensk-ungersk ordlista, Stockholm: Skriptor.
- Swedish morphology Stockholm : Skriptor, 1970.
- Magyar-svéd szótár : Ungersk-svensk ordbok. Budapest : Akadémiai Kiadó, 1984